# 狩人ディアナ (ジェンティレスキ)
『狩人ディアナ』（かりうどディアナ、仏: Diane chasseresse、英: Diana the Huntress）は、17世紀イタリア・バロック期の画家オラツィオ・ジェンティレスキが1624-1630年にキャンバス上に油彩で制作した絵画である。1965年以来、フランスのナント美術館に所蔵されており、フランスでは数少ないオラツィオ・ジェンティレスキの作品の1つである。なお、ジェンティレスキの工房による複製がパリの狩猟自然博物館に所蔵されている。 

## 作品

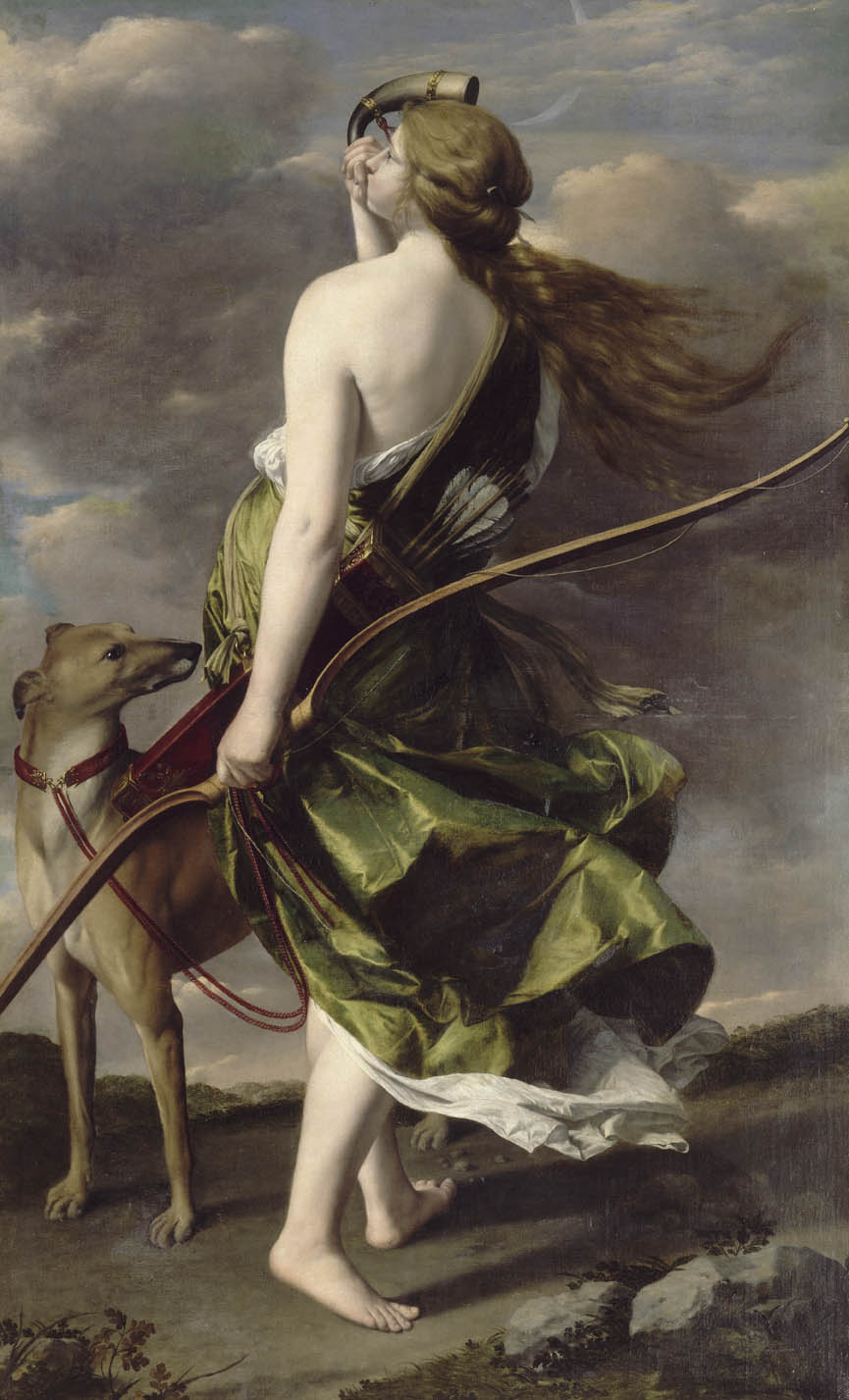
21世紀初頭の修復以前の絵画

女神のディアナは、彼女のアトリビュート (人物を特定する事物) である頭部に付けられた三日月、彼女が吹いている狩猟用の角笛、一つ目のキュクロプスが製造した弓矢、ハウンド犬とともに描かれている。絵画は、画家が受けた影響をすべて示している。バロック期の巨匠カラヴァッジョからは光の描写への嗜好を受け継いでいる一方、滑らかな仕上げにより距離を置いており、ディアナの捩じられ、解剖学的にありえない身体においてトスカーナ地方のマニエリスムと、フランス・ルネサンス期のフォンテーヌブロー派の影響も示している。実際、ジェンティレスキは、フォンテーヌブロー派によく取り上げられたディアナの主題にオマージュを捧げている。本作は、同時代のフランス絵画、とりわけローラン・ド・ラ・イールやル・ナン兄弟のような芸術家たちに影響を与えた。
絵画は2010年代に修復され、ピンク色と紫色の反映により大理石のようのように見える肌の肌の微妙な色合いと、衣服の金属的な緑色の輝きが明らかになった。

## 歴史
本作は、1630年にロッシュ＝ギュイヨン公爵ロジェ・デュ・プレシス＝リヤンクール (Roger du Plessis-Liancourt, duc de La Roche-Guyon) により購入された。ジェンティレスキがマリー・ド・メディシスに仕え、フランスに滞在した時期、または彼がロンドンに滞在していた時期 (ロジェ・デュ・プレシス＝リヤンクールがルイ13世の大使としてイングランドの宮廷に派遣されていた時期と重なる) に制作されたと思われる。侯爵は、この絵画をセーヌ通りの居宅に展示した。